# Sénat (Australie)
Pour les autres articles nationaux ou selon les autres juridictions, voir Sénat.
 (décembre 2023).
Si vous disposez d'ouvrages ou d'articles de référence ou si vous connaissez des sites web de qualité traitant du thème abordé ici, merci de compléter l'article en donnant les références utiles à sa vérifiabilité et en les liant à la section « Notes et références ».
48e législature
Parliament House
Le Sénat (en anglais : Senate ou The upper house) est la chambre haute du Parlement d'Australie. La chambre basse est appelée la Chambre des représentants (en anglais : House of Representatives).

## Description
La Constitution australienne précise que le Sénat fait partie du système de gouvernement de la fédération australienne. Mais à la différence d'autres chambres hautes de gouvernements fonctionnant selon le principe du système de Westminster, le pouvoir du Sénat n'est pas limité à un rôle honorifique comme dans d'autres États. Il joue un rôle actif dans le système de vote des lois. Le Sénat australien n'est pas basé sur le système anglais de la Chambre des lords comme l'est le Sénat du Canada mais est basé en partie sur le Sénat des États-Unis avec le même nombre de sénateurs pour tous les États. La Constitution permet ainsi de donner le même pouvoir aux petits qu'aux grands États en leur permettant de modifier les lois.
Bien que le Premier ministre d'Australie soit, par tradition, membre de la Chambre des Représentants, les autres ministres peuvent être membres de l'une ou l'autre chambre et les deux chambres ont sensiblement les mêmes pouvoirs.  Comme pour la plupart des Chambres hautes dans les systèmes parlementaires bicaméraux, le Sénat ne peut pas créer de lois qui autorise le gouvernement à utiliser l'argent public ou de lois qui crée de nouveaux impôts, ce rôle étant réservé à la Chambre basse.  Cet équilibre entre les deux chambres s'explique en partie par la date de la création de ces chambres, en 1901, donc huit ans avant la confrontation entre Chambre des communes et Chambre des lords qui s'acheva par la réduction des pouvoirs de la Chambre des lords selon le Parliament Act, mais reflète également la volonté des auteurs de la Constitution d'avoir une Chambre haute qui puisse jouer un rôle de stabilisateur face à une Chambre basse à l'expérience balbutiante à l'époque.  De plus, les petits États souhaitaient un pouvoir fort pour le Sénat afin d'offrir un contrepoids au pouvoir des grands États.
En pratique, cependant, presque tous les projets de lois viennent du gouvernement qui a la majorité à la Chambre des Représentants. Ils sont ensuite transmis au Sénat qui peut les voter, les modifier ou les rejeter.

## Rejet sénatorial
Si le Sénat rejette plusieurs fois un projet de loi voté par la Chambre des représentants, le gouvernement a le choix entre plusieurs solutions :
- il peut décider d'abandonner son projet, le plus souvent en attendant des jours meilleurs ;
- il peut décider d'accepter de le modifier pour que le Sénat l'accepte ;
- il peut essayer de le faire voter par les deux chambres réunies (la Chambre des représentants a de par la Constitution, le double de parlementaires que le Sénat) ;
- il peut demander au gouverneur général de dissoudre les deux chambres pour organiser de nouvelles élections.

Le 8 octobre 2003, le Premier ministre de l'époque John Howard avait engagé une discussion au Parlement pour savoir comment faire sauter ce système de blocage, mais il s'est heurté à un tel soutien au système existant et à un tel désintérêt dans le public qu'il a dû abandonner son projet de loi.

## Système électoral
La Chambre des représentants et le Sénat sont tous deux pourvus au suffrage universel direct, mais selon des systèmes électoraux différents. Si la Chambre est renouvelée intégralement pour des mandats de trois ans, le Sénat est lui renouvelé par moitié pour des mandats de six ans. Le vote est obligatoire et le fait de ne pas voter est puni d'une amende.
Le Sénat se compose de 76 sièges pourvus au scrutin à vote unique transférable dans des circonscriptions plurinominales. Chacun des six États constitue une circonscription de 12 sénateurs élus pour six ans mais renouvelés par moitié, tandis que celles du Territoire du Nord et de la capitale Canberra comportent deux sénateurs chacun, élus pour trois ans et renouvelés intégralement. Si le renouvellement de la chambre est intégral, celui du Sénat a ainsi lieu par moitié environ, quarante sièges étant à pourvoir tous les trois ans : six par État et deux par Territoire. Le Sénat peut toutefois être renouvelé intégralement en même temps que la chambre dans le cas d'une double dissolution, auquel cas la moitié des sénateurs des États effectuent exceptionnellement des mandats de trois ans.
Dans ce mode de scrutin, à finalité proportionnelle, les électeurs classent au moins autant de candidats que de sièges à pourvoir par ordre de préférences en écrivant un chiffre à côté de chacun de leurs noms sur le bulletin de vote, 1 étant la première préférence. La forme du système est ici non intégrale : les électeurs ne sont pas obligés de numéroter l'ensemble des candidats, mais seulement au moins autant que le double du nombre de sièges à pourvoir dans leur circonscription. Ils peuvent toujours en numéroter plus s'ils le souhaitent. En pratique, la loi électorale permet de considérer valables des bulletins sur lesquels au moins six candidats ont été numérotés.

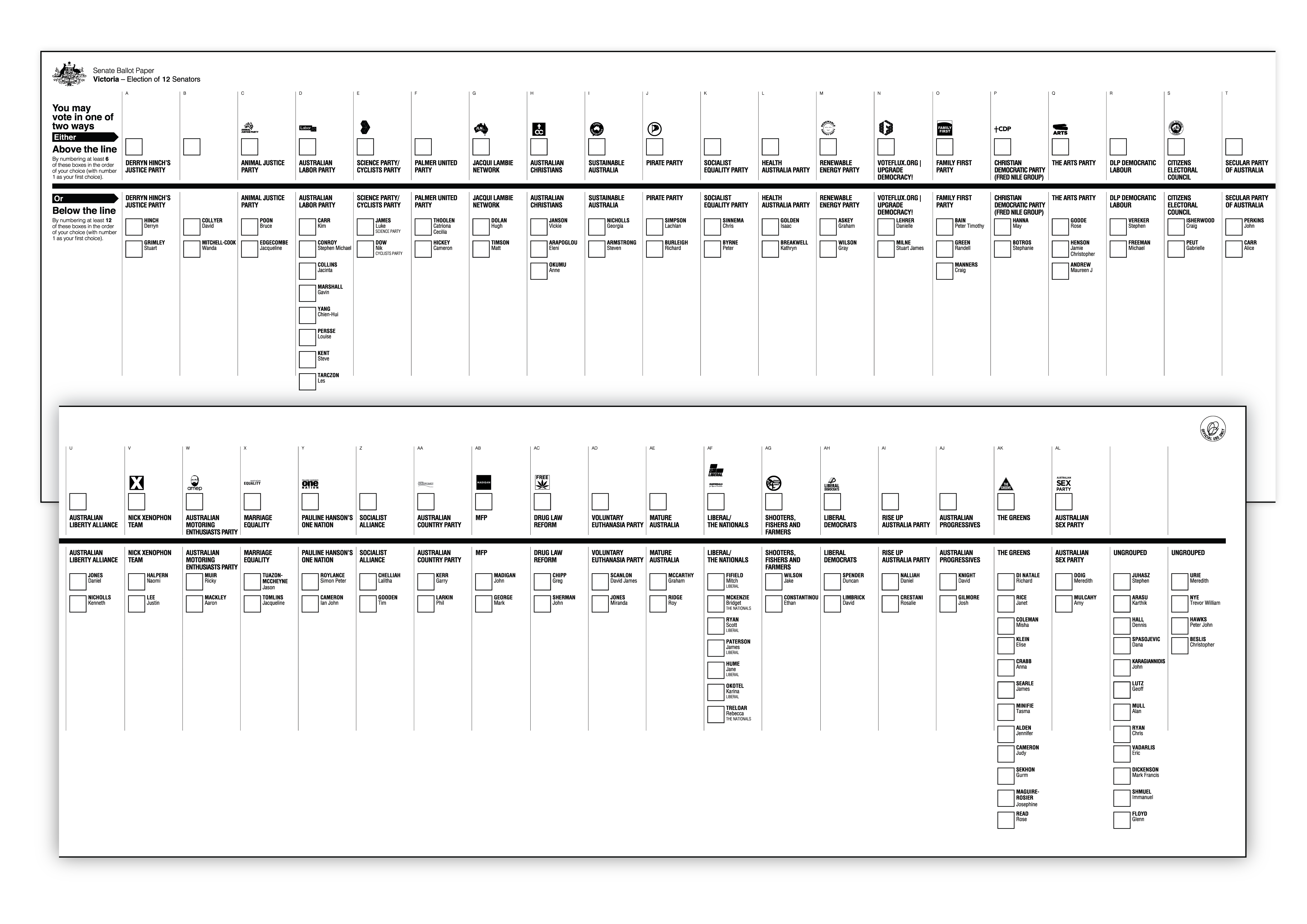
Exemple de bulletin de vote utilisé au Sénat.

Les candidats sont regroupés sur le bulletin de vote par partis, et les électeurs peuvent librement sélectionner l'ensemble des candidats de ce parti ou sélectionner des candidats de partis différents. Les électeurs ont également la possibilité de voter directement pour le parti de leur choix en cochant une seule case, auquel cas l'ensemble de leurs préférences sont attribués aux candidats présentés par le parti dans l'ordre proposé par ce dernier. L'électeur choisissant ce type de vote par parti doit cependant en numéroter au moins six, bien que la loi électorale permette de considérer valables des bulletins sur lesquels un seul parti a été coché.
Les partis ne sont pas contraints de présenter autant de candidats que de sièges à pourvoir et tendent à en présenter un nombre restreint afin de limiter la dispersion des voix de leurs électeurs, notamment chez les petits partis. Les bulletins de votes sont imprimés avec les partis disposés horizontalement au-dessus d'une ligne sous laquelle leurs candidats sont disposés en colonnes verticales. Un vote directement par candidats est ainsi couramment appelé « En dessous de la Ligne » (Below the Line) et un vote par partis « Au-dessus de la ligne » (Above the Line),.
Au moment du dépouillement, il est d'abord établi le quota de voix à atteindre par un candidat pour obtenir un siège en divisant le nombre de votes valides plus un par le nombre de sièges à pourvoir plus un. Les premières préférences sont d'abord comptées et le ou les candidats ayant directement atteint le quota sont élus. Pour chaque candidat élu, les secondes préférences de ses électeurs sont ajoutées au total des voix des candidats restants, permettant éventuellement à ces derniers d'atteindre à leur tour le quota. Si aucun candidat n'a atteint le quota dans la circonscription, ou qu'il reste des sièges à pourvoir après attribution des secondes préférences, le candidat arrivé dernier est éliminé et ses secondes préférences attribuées aux candidats restants. Si un candidat est élu ou éliminé et que ses secondes préférences vont à un candidat lui-même déjà élu ou éliminé, les préférences suivantes sont utilisées, et ainsi de suite. L'opération est renouvelée jusqu'à ce qu'autant de candidats que de sièges à pourvoir atteignent le quota.
Du fait des circonscriptions plurinominales et du scrutin quasi-proportionnel, le nombre de candidats pour le Sénat est généralement très élevé. Le dépouillement peut souvent prendre plusieurs semaines.

## Présidence
- Présidente : Sue Lines (en), depuis le 26 juillet 2022 ;
- Secrétaire général : Richard Pye depuis le 9 mars 2017.